# Kilimandžáro

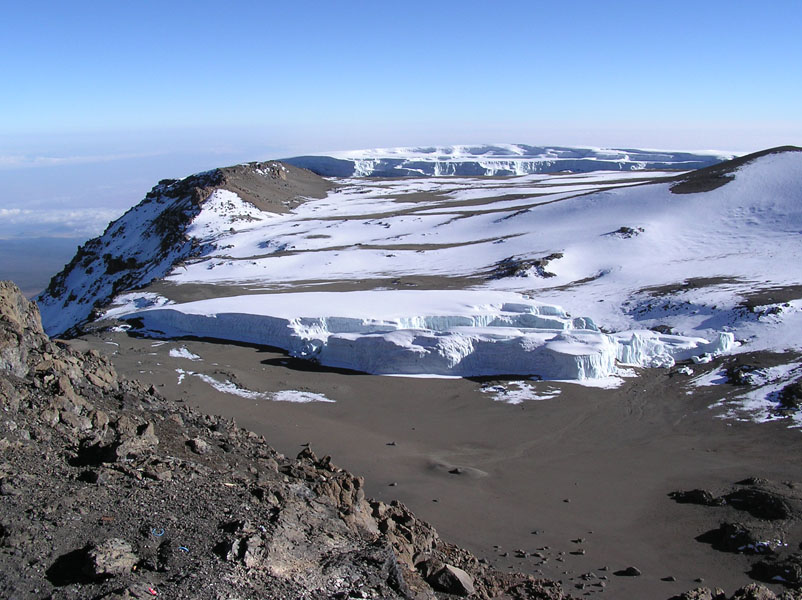
Ustupující ledovec na vrcholu Kibo

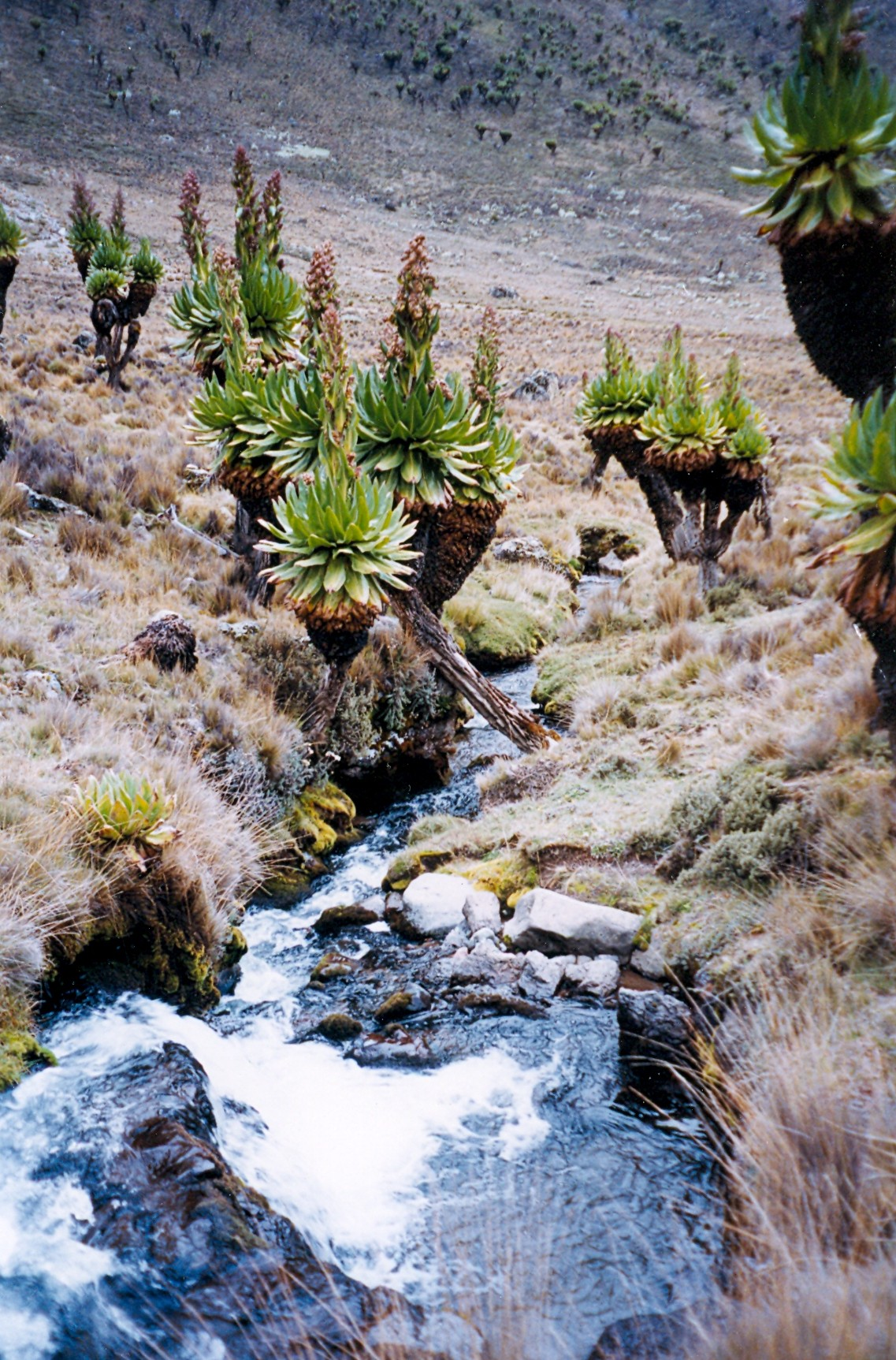
Senecie

Kilimandžáro je horský masiv téměř na rovníku v Tanzanii při hranici s Keňou. Skládá se ze 3 nečinných stratovulkánů – Shira, Mawenzi a Kibo. Na vulkánu Kibo se ve výšce 5895 m n. m nachází nejvyšší bod Tanzanie a zároveň celého afrického kontinentu – vrchol Uhuru (česky Vrchol Svobody).
Hora je od roku 1973 součástí Národního parku Kilimandžáro. V roce 1987 byla zdejší krajina prohlášena světovým dědictvím UNESCO.

## Geologie
Kilimandžáro se nachází tři stupně jižně od rovníku, poblíž města Moshi, ve kterém je zároveň mezinárodní letiště. Leží ve Velké příkopové propadlině, což je zlom táhnoucí se v délce asi 5000 km. Před půl milionem let zde probíhala intenzivní sopečná činnost, jejímž důsledkem byl mimo jiné vznik masivu Kilimandžára.

## Název
Další jména pro tuto horu jsou: Uhuru, Kilima Dscharo, Oldoinyo Oibor (v masajštině Bílá hora), a Kilima Njaro (svahilsky Svítící hora), v letech 1902 až 1964 Kaiser-Wilhelm-Spitze či Wilhelmskuppe (štít či vrch císaře Viléma, německy).

## Historie
Historie hory Kilimandžáro sahá tisíce let zpátky a je bohatá na různé legendy a příběhy. První zmínky o hoře se datují do 19. století, kdy se začalo o ní mluvit v Evropě. První Evropané, kteří se vydali na výstup na Kilimandžáro, byli němečtí průzkumníci Johann Ludwig Krapf a Johannes Rebmann. V roce 1848 popsali své objevy a tvrdili, že se na vrcholu hory nachází sníh.
V roce 1861 podnikl první pokus o zdolání hory německý průzkumník a cestovatel Karl Klaus von der Decken a anglický geolog Richard Thornton. Velmi brzy je ale zastavilo špatné počasí. Von der Decken se následujícího roku do Tanzanie vrátil, tentokrát v doprovodu německého cestovatele Otto Kerstena. Společně vystoupili až do výšky víc než 4 000 metrů, ale poté byli nuceni se znovu vzdát z důvodu velmi nepříznivého počasí. Otto Kersten ve svých pamětech zmiňuje také neochotné nosiče.
Vrchol byl poprvé zdolán armádním zvědem z kmene Marangu jménem Johannes Kinyala Lauwo (1871–1996[zdroj?]), který vylezl na horu devětkrát, než si uvědomil, že se jedná o kráter. Lauwo byl průvodcem prvních „oficiálních“ pokořitelů hory Němce Hanse Meyera a Rakušana Ludwiga Purtschellera 6. října 1889.

## Masiv
Na svazích Kilimandžára se nachází několik klimatických pásem s jim příslušnou vegetací.
- 1400–1800 m n. m. – kultivovaná krajina, v níž se díky vysokým srážkám a vulkanické půdě dobře daří zemědělským plodinám.
- 1800–2900 m n. m. – v tomto pásmu následuje divoký horský deštný prales s velmi vysokými srážkami.
- 2900–3300 m n. m. – v těchto výškách se nalézá pásmo vřesovišť. Ve spodní části pásma převažuje nevlídné počasí s mlhami a dešťovými či kroupovými přeháňkami.
- 3300–4000 m n. m. – zde je již chladnější a jasnější počasí. Daleko více zde svítí slunce. Ustupují mlhy. Rostou zde unikátní rostliny.
- 4000–4800 m n. m. – v tomto pásmu jsou již velmi tvrdé podmínky. Teploty v noci klesají pod bod mrazu a ve dne se šplhají i na 35 °C. Rostou zde jen lišejníky a mechové porosty.
- nad 4800 – nad touto výškou panují již arktické podmínky. Částečně jsou zde ledovce a sníh, vegetace žádná. Ledovce stékají do výšky zhruba 4270 m n. m.

## Vrcholový kráter
Vrcholový kráter Kibo vypouští plyn přímo na straně vrcholu Uhuru. Kibo má vrcholový kráter o průměru 2,4 km s hloubkou až 300 metrů. Nejvyšší bod na okraji kráteru se nazývá Uhuru. Vědci zjistili, že v roce 2003 byla tekutá láva jenom 400 metrů pod špičkou kráteru. I když se žádná nová vulkanická činnost neočekává, přece jenom jsou na místě obavy z toho, že se části hory mohou zřítit. Místní legendy hovoří o činné aktivitě před 170 lety. Dva další zaniklé vulkány jsou Mawenzi (5 149 m n. m.), třetí nejvyšší vrchol Afriky (po Mount Kenya), a Shira (3962 m n. m.)

## Výstupové cesty
K dosažení vrcholu Kilimandžára je možné využít některou z sedmi základních tras: Marangu (východní), Mweka (jižní), Umbwe (jižní), Lemosho/Shira (západní), Rongai (severní), Machame (jižní) a Northern Circuit (západní/severní). Velká část turistů vystupuje na vrchol po trase Marangu (tzv. trasa Coca-Cola). Jako jediná je vybavena na všech svých stanovištích noclehárnami či velmi skromným ubytovacím zařízením. Při výstupu ostatními trasami se spí ve stanech. 
Největším problémem pro lidi pokoušející se o výstup na Kilimandžáro je nedostatek kyslíku ve vyšších polohách. V těchto místech se musí postupovat velmi pomalu. Obvyklý výstup zabere 6 dnů. Lepší aklimatizaci a větší šanci na pokoření vrcholu ale poskytnou delší výstupy naplánované na 7-9 dnů. Výstup lze zvládnou i za 5 dnů, ale aklimatizace je během tak krátké doby horší a stejně tak šance na úspěšné zdolání vrcholu.
Výstup na Kilimandžáro je teoreticky možný po celý rok. Vzhledem k blízkosti rovníku nejsou velké rozdíly mezi letními a zimními teplotami. Některé měsíce jsou ale přesto vhodnější pro výstup na Kilimandžáro než jiné. Ideální podmínky panují v lednu, únoru, červenci, srpnu a září. Březen, červen a říjen jsou přechodové měsíce. Duben, květen, listopad a prosinec nejsou pro běžné turisty příliš vhodné, protože pravděpodobnost dešťů je vyšší. Je ale třeba si také uvědomit, že počasí na Kilimandžáru není spolehlivě předvídatelné. Proto je možné zažít déšť v období sucha a nebo může v období dešťů panovat skvělé počasí pro výstup.
Vláda Tanzanie zvažuje od roku 2019 výstavbu lanovky na vrchol Kilimandžára, aby zvýšila příjmy z cestovního ruchu.

## Flora
Ve výšce 3300–4000 m n. m. rostou senecie (stromové starčeky), lobélie (lobelky), protei a další rostliny. Senecie dosahují výšky až pěti metrů, což je světový unikát. Takto obrovské exempláře se vyskytují právě jen u afrických pětitisícovek.

## Odraz v kultuře
- Kilimandžáro se vyskytuje v díle Julese Vernea Pět neděl v baloně.[8]
- Jiří Hanzelka a Miroslav Zikmund napsali reportáž o svém výstupu na Kilimandžáro, vyšla knižně pod názvem S československou vlajkou na Kilimandžáro.
- Masiv Kilimandžáro je zmíněn ve vědeckofantastickém románu Roberta A. Heinleina Měsíc je drsná milenka.[9]
- Ian McDonald napsal povídku s názvem Ke Kilimandžáru (anglicky Toward Kilimanjaro).
- Mike Resnick napsal povídku s názvem Kilimandžáro: Bajka o Utopii (anglicky Kilimanjaro: A Fable of Utopia).
- Ray Bradbury napsal povídku s názvem Stroj Kilimandžáro (anglicky The Kilimanjaro Device nebo The Kilimanjaro Machine)

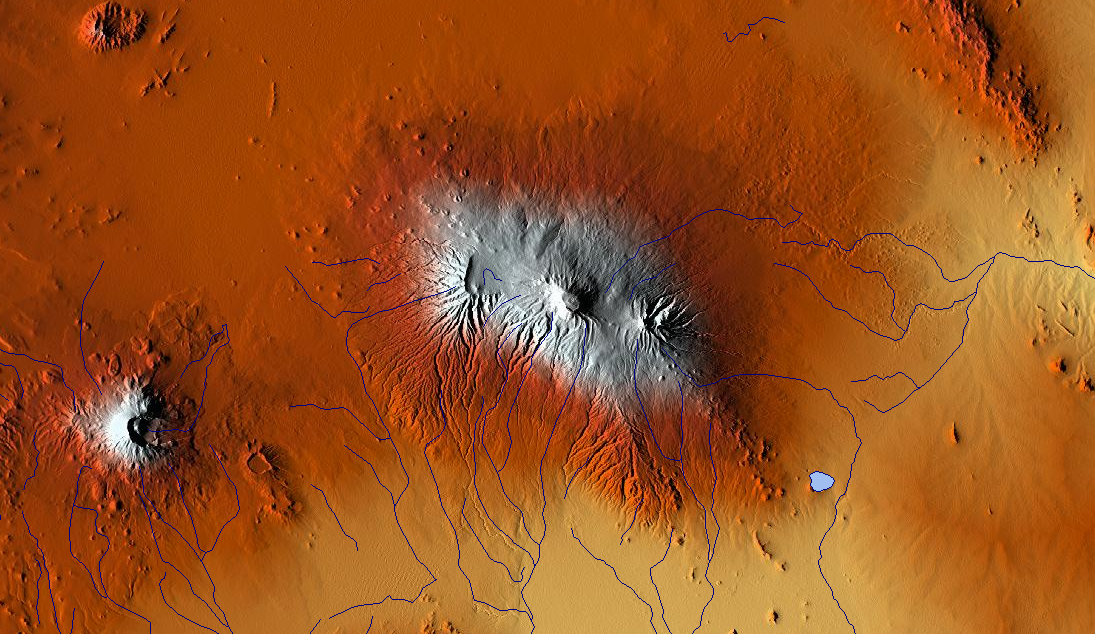
Mapa reliéfu

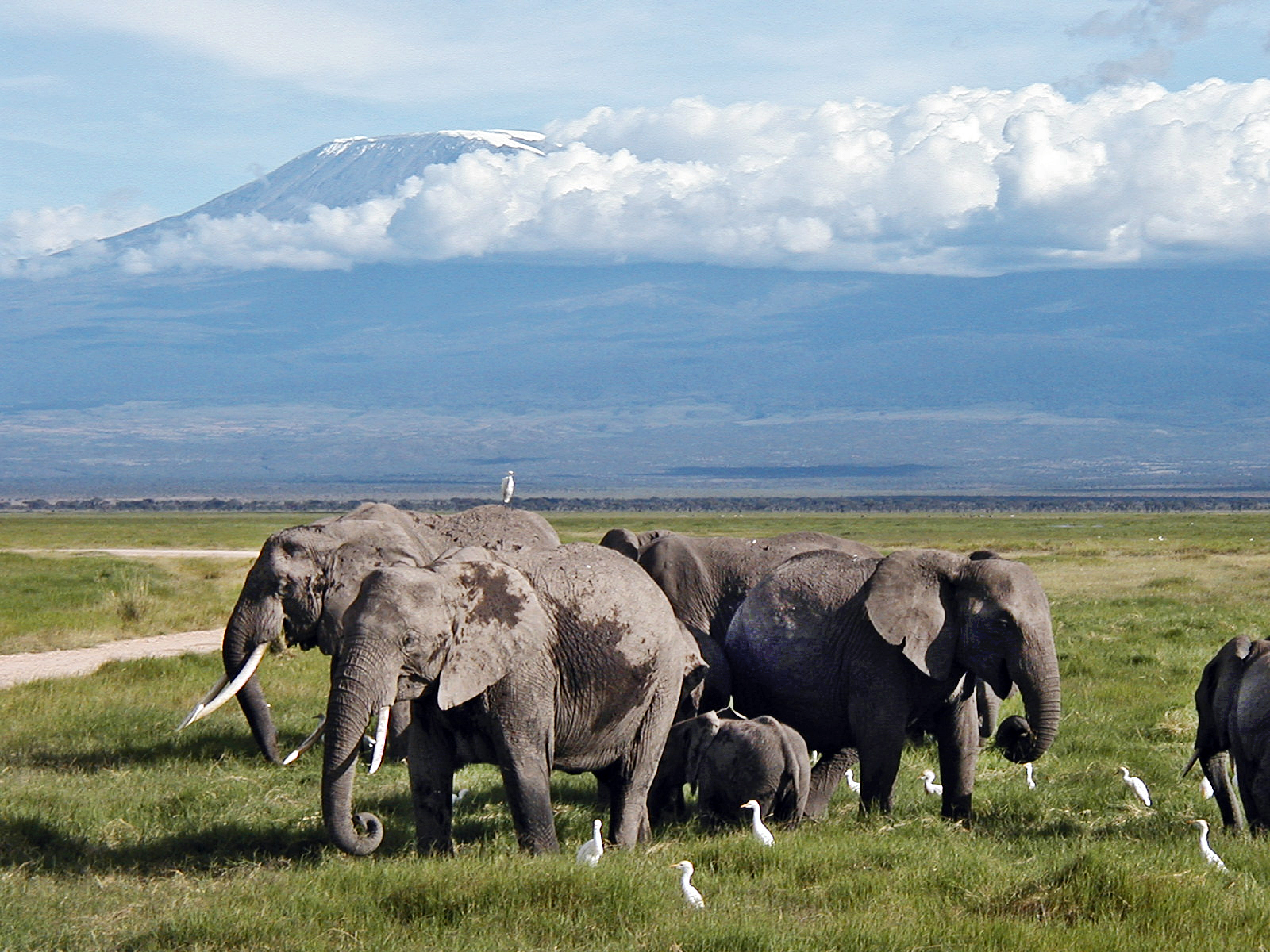
Pohled z parku Amboseli

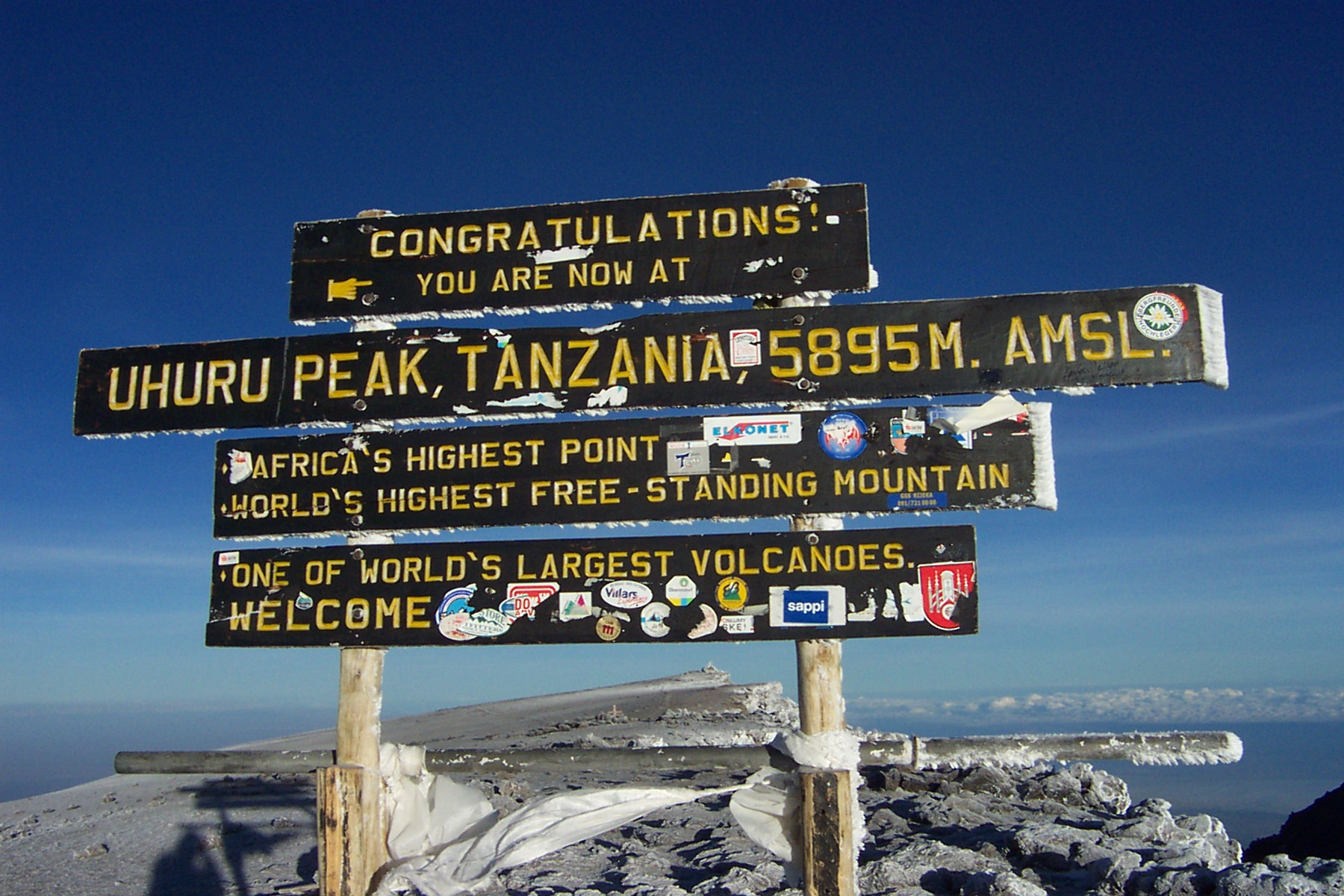
Vrchol Uhuru

V roce 1984 dojeli na Uhuru dva cyklisté.[zdroj⁠?!] V roce 2009 zdolal vrchol Martin Rota jakožto první tělesně postižený Čech.